# جيمي لوكاس
جيمي لوكاس (بالإنجليزية: Jamie Lucas)‏ (6 ديسمبر 1995 في المملكة المتحدة - ) هو لاعب كرة قدم بريطاني في مركز الهجوم. لعب مع بوريهام وود إف سي ونادي بريستول روفيرز وWeston-super-Mare A.F.C. ‏ ونادي غلوستر سيتي.

## وصلات خارجية
- جيمي لوكاس على موقع قاعدة بيانات كرة القدم.إي يو (الإنجليزية)
- جيمي لوكاس على موقع Soccerway.com (الإنجليزية)